# Werkplaats Kindergemeenschap

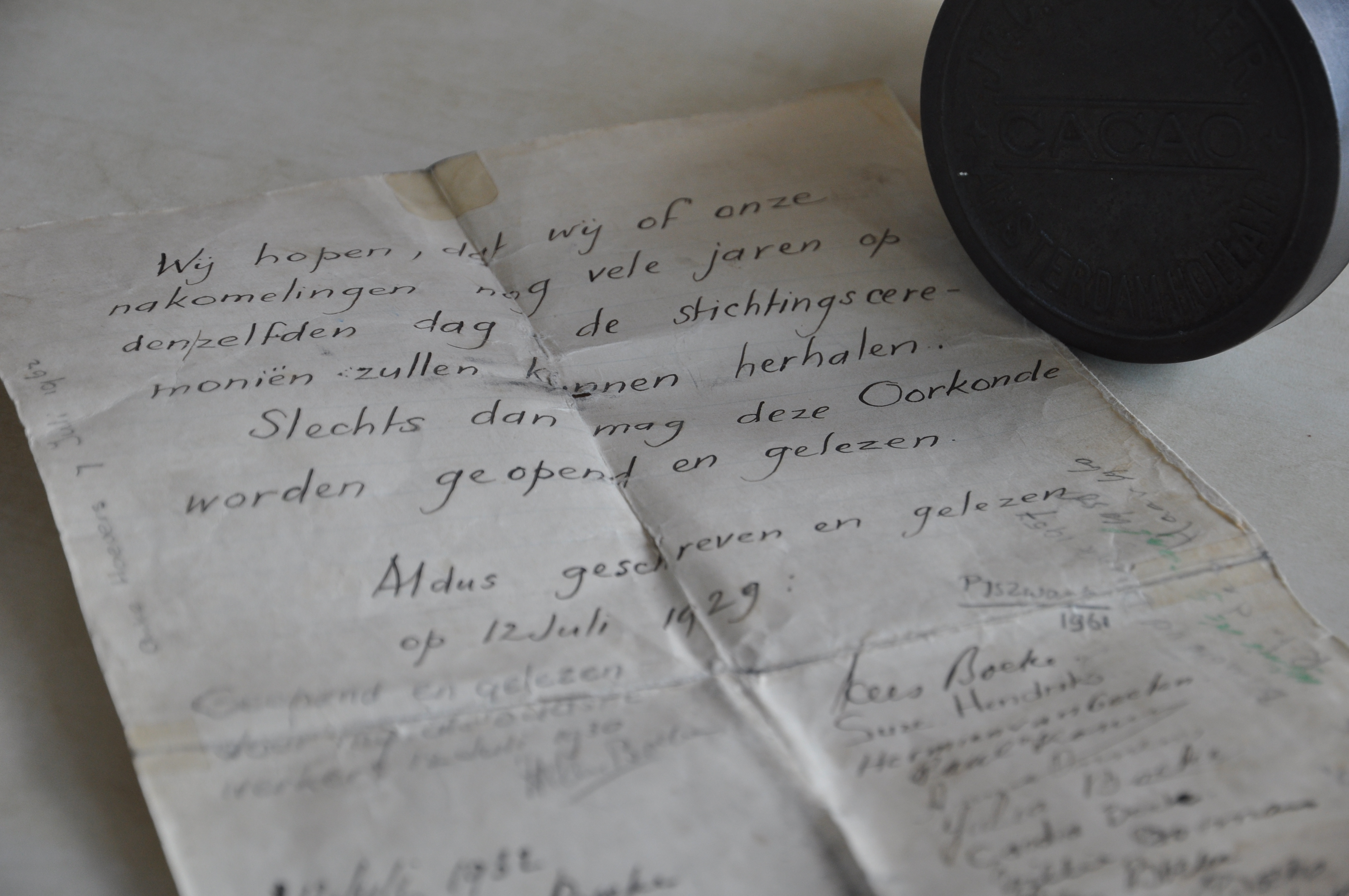
De oprichtingsbrief van de Werkplaats van 12 juli 1929, ondertekend door o.a. Kees Boeke

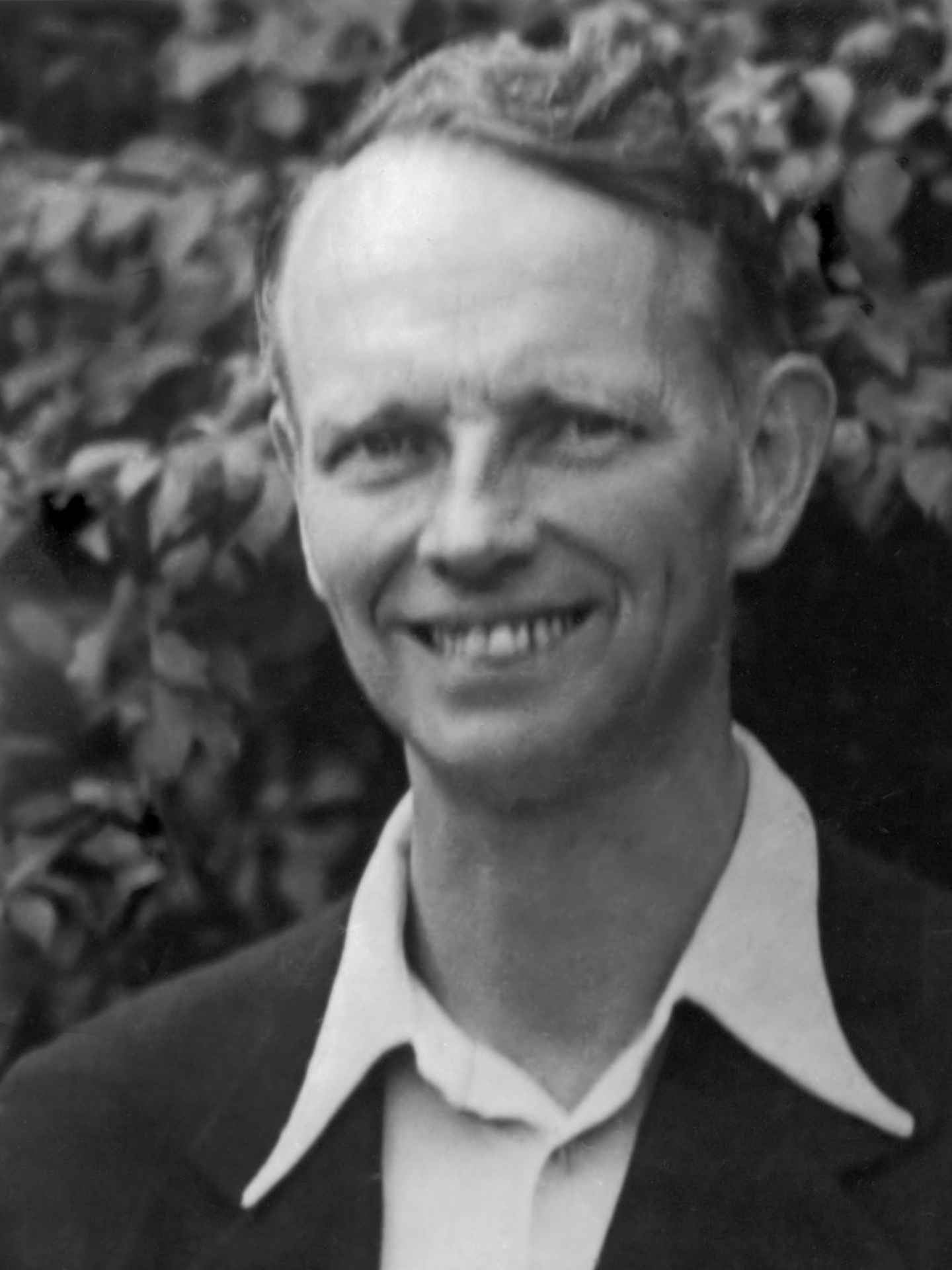
Oprichter Kees Boeke

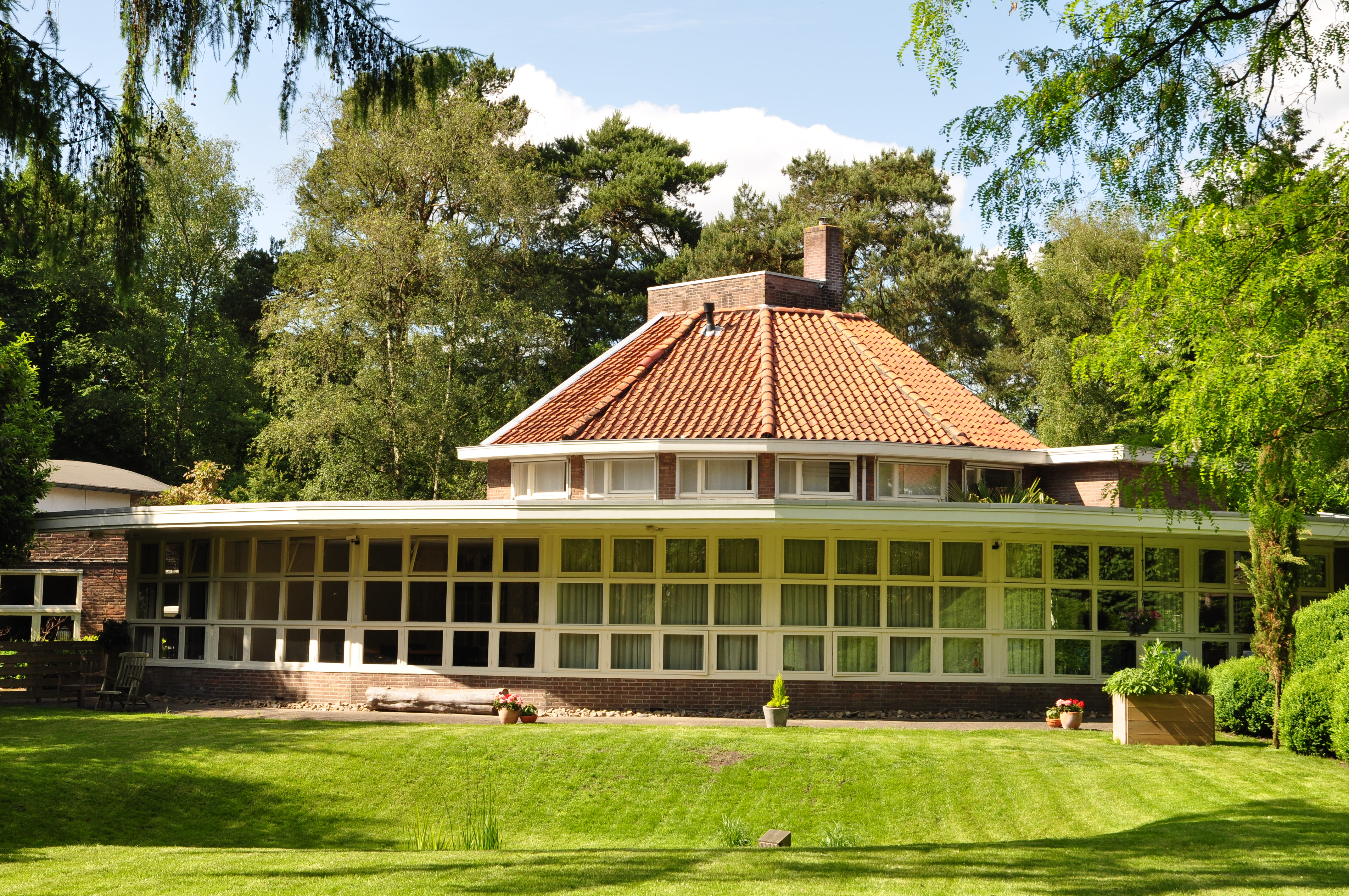
Het oorspronkelijke schoolgebouw aan de Frans Halslaan is een ontwerp van Frants Edvard Röntgen

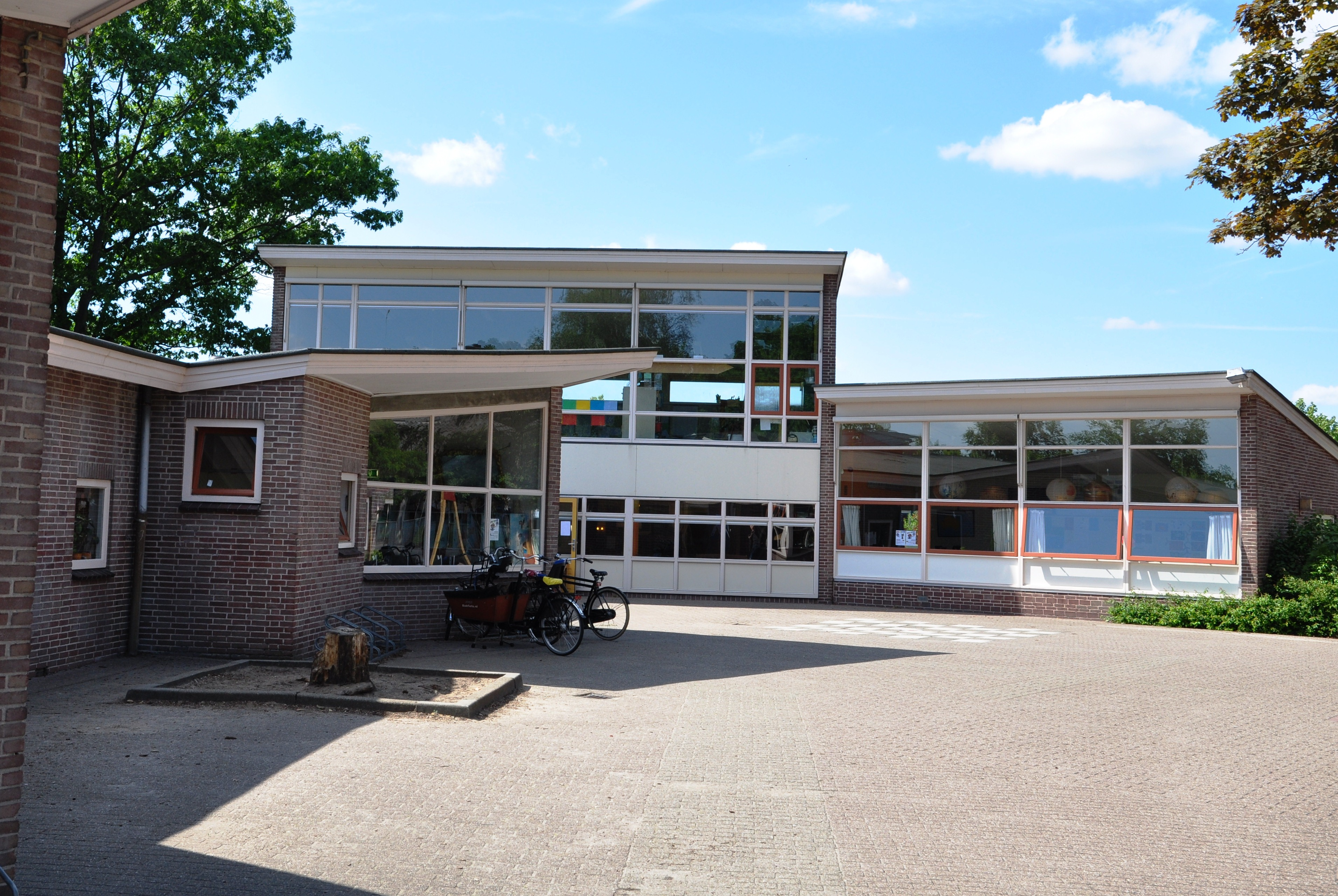
De gebouwen uit de jaren 50 op de nieuwe locatie

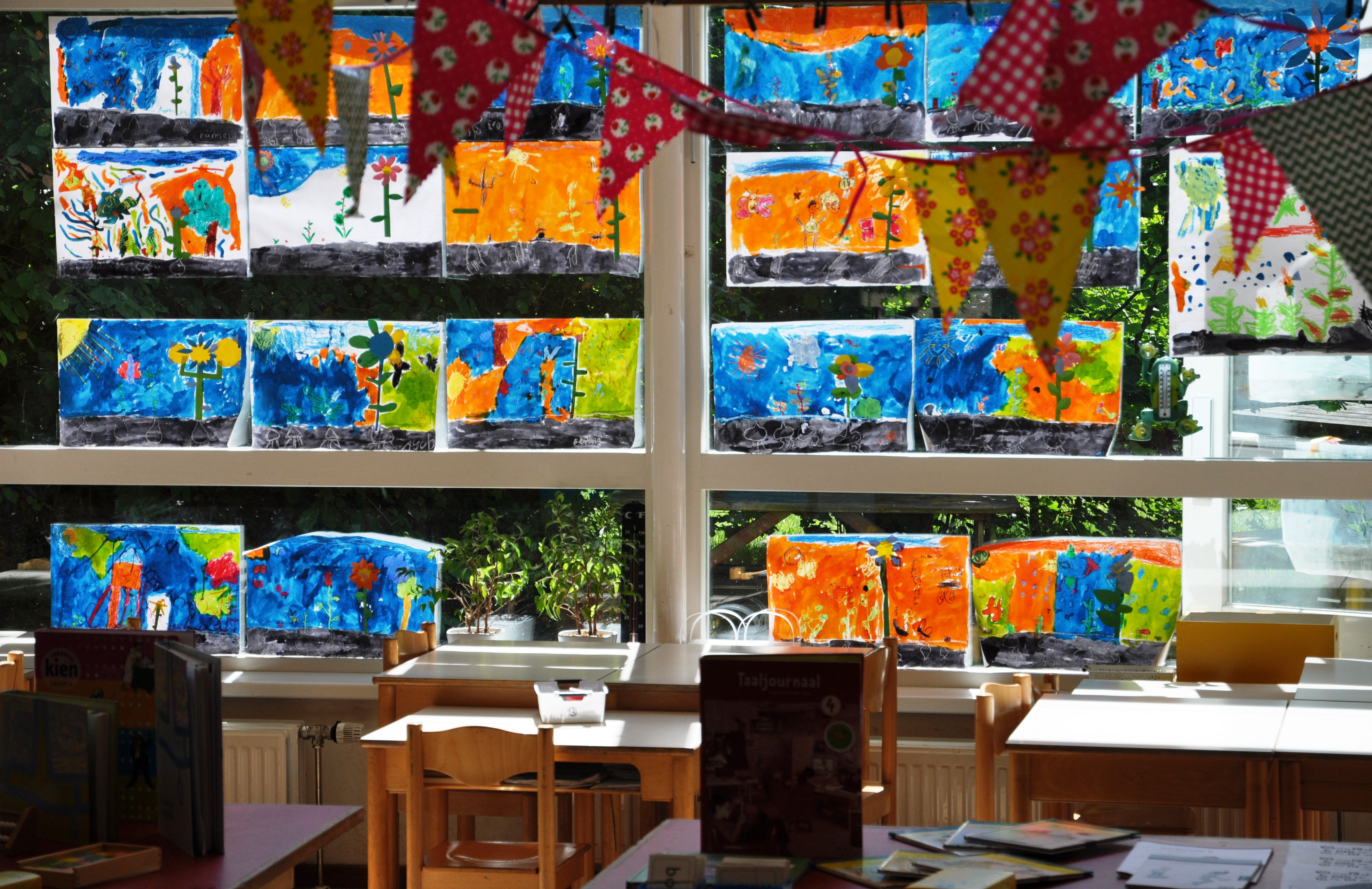
Klaslokaal met tekeningen van werkers

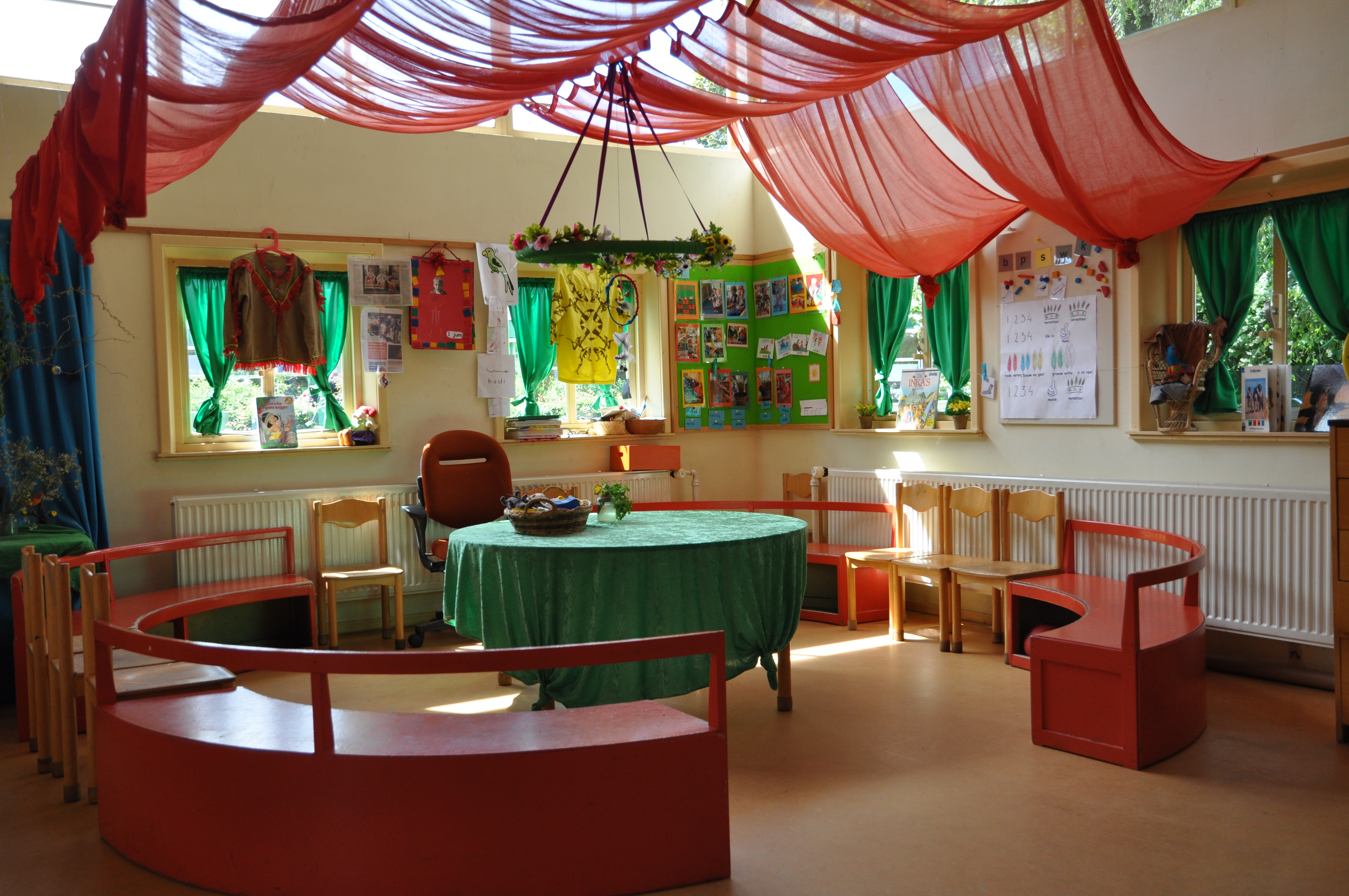
Kleuterklas

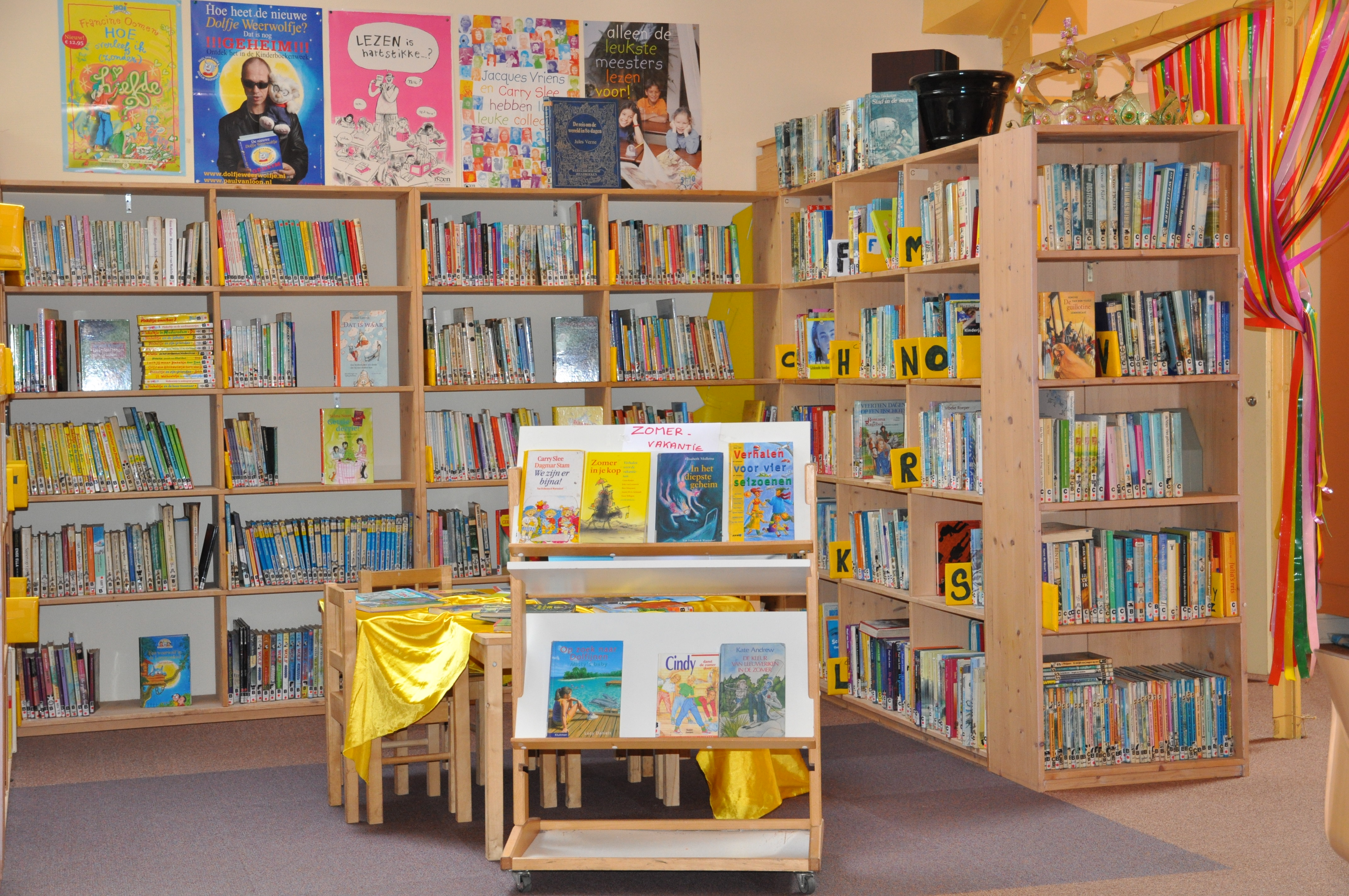
De mediatheek 'Onder de balken'

De Werkplaats Kindergemeenschap is een Nederlandse algemeen-bijzondere school te Bilthoven met basisonderwijs en voortgezet onderwijs. Deze school is in 1926 (officieel in 1929) opgericht door Kees Boeke en zijn vrouw Beatrice (Betty) Cadbury en is nog steeds gebaseerd op hun pedagogische opvattingen.

## Geschiedenis
In zijn strijd tegen militarisme en geweld en voor een vreedzame samenleving, organiseerde Boeke congressen voor internationale verzoening en samenwerking. Hij kreeg steeds meer oog voor het opvoedingsvraagstuk als voorwaarde voor fundamentele veranderingen in de maatschappij, wat blijkt uit pedagogische conferenties die hij van 1920 tot 1925 te Bilthoven organiseerde. Omdat hij het niet eens was met de bestemming van het schoolgeld (het moest aan de staat worden afgedragen, die hiervan een deel aan defensie, het toenmalig Ministerie van Oorlog, zou kunnen besteden), haalde hij in januari 1926 zijn oudste kinderen van school en begon hen zelf te onderwijzen. Aangevuld met kinderen van geestverwanten werd dit de Werkplaats Kindergemeenschap. De financiering was deels mogelijk dankzij de kapitaalkrachtige Betty Boeke-Cadbury. Haar familie bezat de Britse levensmiddelenfabriek Cadbury Bros. Ltd. en behoorde tot de Quakers, wier ideeën ook doorklinken in die van het echtpaar Boeke.

### Naam
Boeke vermeed het woord "school" in de naamgeving.
"De reden waarom ik de naam Werkplaats gekozen heb, is dat ik bij ‘school’ altijd geneigd ben te denken aan iemand die ‘geschoold wordt’ en het mijn bedoeling juist is de kinderen niet te ‘scholen’ maar hun de gelegenheid te geven door allerlei soort werk zich naar hun eigen aard en aanleg te ontwikkelen…. Wat ik dus wilde trachten te vormen was inderdaad een plaats om te werken, vandaar de naam".

### Werkwijze
Boeke liet aan de Werkplaats Kindergemeenschap (WP), waarvoor de architect Frants Röntgen eind jaren twintig een nieuw gebouw aan de Bilthovense Frans Halslaan had ontworpen, de jeugdigen deelnemen aan het algehele gebeuren op school. Er werden taken en werkzaamheden verricht zoals onderhoud aan het gebouw, van de materialen en de gereedschappen, van het meubilair, van de instrumenten, van de leermiddelen. Er werd schoongemaakt en opgeruimd, gekookt en afgewassen. Er werd gecontroleerd of taken en werkzaamheden waren uitgevoerd en of afspraken en verplichtingen waren nagekomen.
Er werden in de maandelijks gehouden "Bespreking" beslissingen genomen volgens sociocratische principes, waarbij niet bij meerderheid, maar bij volledige overeenstemming van stemmen besloten werd. In de maandelijks gehouden "Werkverdeeling" werden de uit te voeren taken en werkzaamheden verdeeld, waarbij gekozen kon worden uit: De Centrale Leiding, Schoonmaken en opruimen, De Bespreking, De maaltijd, De Bij (het periodiek op school) en Diversen. De leerlingen werden aangeduid als "werkers", de leerkrachten als "medewerkers". Als voorbeeld voor het "gemeenschapsleven" van deze "groote familiekring" stond het leven in "het goede gezin".
Boeke en zijn vrouw hoopten met hun onderwijsvisie hun idealen te verwezenlijken: een samenleving waarin mensen vreedzaam en op basis van gelijkwaardigheid samenwerken. Doordat Boeke geen specifieke onderwijsmethode had ontwikkeld (zoals het jenaplanonderwijs, montessorionderwijs en daltononderwijs, waarvan hij wel elementen overnam), is het bij één school van dit type gebleven. De kleuterkweekschool die vroeger onderdeel was van de Werkplaats, paste in Boekes opvatting dat zijn onderwijsconcept aan volgende generaties moest worden doorgegeven. 
In de jaren veertig kwam er een uitbreiding, ontworpen door Arno Nicolaï en Lotte Stam-Beese. In de jaren vijftig ontwierp Arthur Staal een tweede gebouw aan de Jan Steenlaan, waarbij de tuinaanleg in handen was van Mien Ruys. In 1968 werd dit complex sterk uitgebreid. De oorspronkelijke Werkplaats aan de Frans Halslaan werd toen verlaten. Deze is in de 21e eeuw in gebruik als woonhuis en is aangemerkt als rijksmonument.
De methode van lesgeven is niet meer zoals die in de jaren twintig, hoewel tot ver in de jaren zeventig veel aan creatieve vormgeving werd gedaan waarbij de "werker" centraal stond. Er werden dan ook geen (rapport-)cijfers gegeven, maar generieke beoordelingen ("voldoende"). "Testen" (repetities of overhoringen) konden veelal gezamenlijk worden gemaakt. Ook werden de "medewerkers" (docenten) met de voornaam aangesproken (maar meestal niet getutoyeerd) en werden de ouders intensief bij het lesgeven en de situatie op de school betrokken. Al vroeg werd er tussen werkers en medewerkers gediscussieerd over onderwerpen als democratie, abortus en gastarbeiders.
Vanaf de jaren vijftig kwam er een kentering in de didactische werkwijze. De Werkplaats ontkwam niet aan strakkere regulering, want ze herbergde volledige opleidingen mulo (later mavo), mms (later havo), hbs en gymnasium (later vwo) en de kleuterleidstersopleiding. Erkende diploma's van deze onderwijsvormen mochten alleen worden uitgereikt als aan de wettelijke eisen van toetsing en examinering was voldaan. De kleuterkweekschool maakt geen deel meer uit van de Werkplaats sinds de jaren tachtig, toen de KLOS-opleidingen onderdeel werden van de Pedagogische academie voor het basisonderwijs.

### Koninklijke werkers
Gedurende enige jaren waren de prinsessen Beatrix, Irene en Margriet "werkers" aan de Werkplaats Kindergemeenschap. Dit was opmerkelijk, omdat Boeke geen voorstander was van hiërarchie en de monarchie.
De aanwezigheid van de prinsessen gaf de school status, waardoor deze snel groeide. In het voorjaar van 1951 werden de prinsessen echter vrij onverwacht van school gehaald en uiteindelijk geplaatst op het Incrementum, een dependance van Het Baarnsch Lyceum. De reden hiervoor was lange tijd onduidelijk. Gedacht werd dat de beslissing genomen was door prins Bernhard, die bezwaren zou hebben tegen Boekes pacifisme. Wellicht speelden de toegenomen spanningen tussen hem en koningin Juliana een rol. In het televisieprogramma Andere Tijden noemde de dochter van Kees Boeke, Candia, het "een grote klap". In januari 2013 kwam na bestudering van het persoonlijk archief van Kees Boeke naar voren dat het de keuze van koningin Juliana was geweest. Uit brieven van Juliana aan Kees Boeke blijkt dat prinses Beatrix zelf meende dat de manier van werken op de Werkplaats niet zo geschikt voor haar was.
Prinses Margriet verklaarde in het tv-portret Margriet 65, meer dan een prinses: "Zo'n school waar alles anders en nieuw moest en waar we dus absoluut niets leerden. Want het moest allemaal heel creatief zijn en vooral geen discipline en allemaal van dat soort dingen. Ik was eigenlijk heel erg blij dat ik van die school afmocht. Het was er zo 'gewild idealistisch'. Wij moesten op paardendekens liggen na de lunch en dan naar Bach luisteren. Dat was verplicht".

## Huidige situatie
Sinds de jaren vijftig is de Werkplaats een reguliere school, maar er wordt nog wel onderwezen volgens de ideeën van Kees Boeke. Er is veel aandacht voor de eigen mening van kinderen en het leren omgaan met volwassenen. Doordat er niet meer klassikaal wordt lesgegeven, maar onderwijs wordt gegeven in teams en "leerdomeinen", zijn er geen aparte lokalen, maar ruimtes die vrijheid in het gebruik mogelijk maken en waarin 80 à 85 "werkers" een plek vinden. Wel zijn er plekken in leerdomeinen waar les wordt gegeven door een "medewerker".
De afdeling voor secundair onderwijs, die aan alle wettelijke eisen voor voortgezet onderwijs in Nederland voldoet, is gevestigd in een gebouw uit 2006 naar ontwerp van de architecten Janneke en Michiel Snelder. Er zijn anno 2020 ongeveer 1900 leerlingen, waarvan 570 in de peuter- en basisschoolafdeling en 1330 in het voortgezet onderwijs (vmbo-t, havo en vwo inclusief gymnasium).
Op het schoolterrein is sinds 2012 een kinderopvang gevestigd. Hiervoor werd een nieuw gebouw geopend. Ook zijn er een kinderboerderij en een moestuin waarin schoolkinderen kunnen werken.

## Werkersraad
De werkplaats heeft een leerlingenraad die werkersraad wordt genoemd. Onder leiding van een voorzitter uit een van de hogere klassen komen werkers regelmatig samen om voorstellen te formuleren en door te gegeven aan het schoolbestuur.

## Bekende leerlingen (werkers)
| - Beatrix der Nederlanden - Irene van Lippe-Biesterfeld - Margriet der Nederlanden - Marijn Backer (dichter, auteur) - Eva Bendien (galeriehoudster) - Daan Boom (presentator) - Nouchka van Brakel (filmregisseur) - Hermann von der Dunk (historicus, hoogleraar) - Gerard Endenburg (ondernemer, bijzonder hoogleraar) - Coen Flink (acteur) - Frederik de Groot (acteur) - Saskia en Jeroen ter Haar (uit de hoorspelen en boeken van Jaap ter Haar) - Werner Herbers (hoboïst, dirigent) - Ingmar Heytze (dichter) - Liebje Hoekendijk (programmamaakster, schrijfster) - Daniela Hooghiemstra (journaliste, schrijfster) - Penny de Jager (danseres) - Janine Jansen (violiste) |  | - Diederik Jekel (wetenschapper, presentator) - Jon Karthaus (acteur, zanger) - Mirjam Koen (actrice, toneelregisseur) - Maan Leo (schrijfster, performer) - Chazia Mourali (tv-presentatrice) - Bert Natter (schrijver) - Pip Pellens (actrice) - Sonja Prins (dichteres) - Kristofer Schipper (sinoloog) - Jurriaan Schrofer (grafisch ontwerper) - Tim Senders (presentator) - Marcel Serierse (drummer) - Coen Swijnenberg (radio-dj) - Maureen du Toit (presentatrice, actrice) - Eva van de Wijdeven (actrice) - Tuffie Vos (stemactrice) - Frans Weisz (filmregisseur) |  |

## Bekende docenten (medewerkers)
- Marijn Backer (dichter, auteur) klassieke talen (tevens oud-werker)
- Anneke le Coultre-Foest (burgemeester), aardrijkskunde
- Hermann von der Dunk (historicus, hoogleraar), geschiedenis (tevens oud-werker)
- Ida Gerhardt (dichteres), klassieke talen
- Andries Hartsuiker (componist van bekende kinderliedjes), muziek
- Monique Jansen (atlete), scheikunde, wiskunde
- Bram van der Lek (Tweede Kamerlid), biologie
- Herman Passchier (pedagoog), muziek
- Mirjam Pinkhof (verzetsstrijdster), onderwijzeres lagere-schoolafdeling
- Julius Röntgen (componist, pianist), muziek[8]
- Arnold Saalborn (uitgever, schrijver, literair redacteur en journalist), Nederlands
- Jo Schouwenaar-Franssen (Eerste Kamerlid en minister), klassieke talen
- Coen Stibbe (archeoloog, historicus, schrijver), klassieke talen
- Maarten Vermaseren (classicus en kenner van het mithraïsme), klassieke talen
- Joop Westerweel (verzetsstrijder), onderwijzer lagere-schoolafdeling